# Oulon
Oulon – miejscowość i gmina we Francji, w regionie Burgundia-Franche-Comté, w departamencie Nièvre.
Według danych na rok 1990 gminę zamieszkiwały 84 osoby, a gęstość zaludnienia wynosiła 8 osób/km² (wśród 2044 gmin Burgundii Oulon plasuje się na 826. miejscu pod względem liczby ludności, natomiast pod względem powierzchni na miejscu 898.).